# Herrarnas lagförföljelse i bancykling vid olympiska sommarspelen 1976
Herrarnas lagförföljelse i bancykling vid olympiska sommarspelen 1976 ägde rum den 23-24 juli 1976 i Montréal.

## Medaljörer
| Event                    | Guld                                                                | Silver                                                                        | Brons                                                              |
| Herrarnas lagförföljelse | Västtyskland Peter Vonhof Gregor Braun Hans Lutz Günther Schumacher | Sovjetunionen Viktor Sokolov Vladimir Osokin Aleksandr Perov Vitalij Petrakov | Storbritannien Ian Hallam Ian Banbury Michael Bennett Robin Croker |

## Resultat
| Placering | Cyklister                                                              | Land            |
| --------- | ---------------------------------------------------------------------- | --------------- |
|           | Gregor Braun Günther Schumacher Hans Lutz Peter Vonhof                 | Västtyskland    |
|           | Aleksandr Perov Viktor Sokolov Vitalij Petrakov Vladimir Osokin        | Sovjetunionen   |
|           | Ian Hallam Ian Banbury Michael Bennett Robin Croker                    | Storbritannien  |
| 4.        | Matthias Wiegand Norbert Dürpisch Thomas Huschke Uwe Unterwalder       | Östtyskland     |
| 5.        | Cesare Cipollini Giuseppe Saronni Rino de Candido Sandro Callari       | Italien         |
| 6.        | Gerrit Möhlmann Gerrit Slot Herman Ponsteen Peter Nieuwenhuis          | Nederländerna   |
| 7.        | Czesław Lang Jan Jankiewicz Krzysztof Sujka Zbigniew Szczepkowski      | Polen           |
| 8.        | Jirí Pokorný Michal Klasa Petr Kocek Zdenek Dohnal                     | Tjeckoslovakien |
| 9.        | Jean Marc Brouzes Jean-Jacques Rebière Paul Bonno Pierre Trentin       | Frankrike       |
| 10.       | Leonard Nitz Paul Deem Ralph Therrio Ronald Skarin                     | USA             |
| 11.       | Adrian Prosser Hugh Walton Jocelyn Lovell Ron Hayman                   | Kanada          |
| 12.       | Geoff Skaines John Thorsen Kevin Nichols Stephen Goodall               | Australien      |
| 13.       | Bjarne Sørensen Ivar Jakobsen Kim Refshammer Kim Gunnar Svendsen       | Danmark         |
| 14.       | Tadashi Ogasawara Tsutomu Okabori Yoichi Machishima Yoshiaki Ogasawara | Japan           |
| 15.       | Carlos Mesa John Quiceno Jorge Hernández José Jaime Galeano            | Colombia        |
| 16.       | Miguel Margelef Víctor González Waldemar Pedrazzi Washington Díaz      | Uruguay         |